# 테고마스 3rd 라이브 테고마스의 마법
《테고마스 3rd 라이브 테고마스의 마법★》(テゴマス 3rd ライブ テゴマスのまほう★ 테고마스 3rd 라이브 테고마스노마호[*])은 테고마스의 3번째 라이브 비디오 음반이다.

## 수록 내용

### DISC1
※APPROX.120min.
1. overture
2. 魔法のメロティ / 마법의 멜로디
3. ぼくらの空 / 우리의 하늘
4. 猟奇的ハニー / 엽기적 허니
5. 七夕祭り / 칠석제
6. 雪だるま / 눈사람
7. アイアイ傘 / 같이 쓴 우산
8. Mr. Freedom
9. くしゃみ / 재채기
10. 卒業アルバム / 졸업 앨범
11. わすれもの / 잊은 물건
12. 花火 / 불꽃
13. 夕焼けの歌 / 석양의 노래
14. ding-dong
15. とまどいながら / 망설이면서
16. ずっと / 계속
17. ありがとう・今 / 고마워·지금
18. ミソスープ / 미소수프
19. キッス～帰り道のラブソング～ / 키스~돌아오는 길의 러브송~
20. 希望の光を心に灯そう / 희망의 빛을 마음에 피우자
21. はなむけ / 이별하는 사람에게 주는 선물
22. さくらガール / 벚꽃 걸
23. 夕焼けと恋と自転車 / 노을과 사랑과 자전거
24. Over Drive
25. HIGHWAY
26. 青いベンチ / 파란 벤치

### DISC2
※APPROX.149min.
ENCORE
1. チーター ゴリラ オランウータン / 치타 고릴라 오랑우탄
2. アイノナカデ / 사랑 속에서

투어 다큐멘터리~마법의 속~
마법의 멜로디 뮤직 클립 풀 버전